# Arquitectura Viva
Arquitectura Viva es una revista española de arquitectura que se publica desde 1988.
Actualmente se ha convertido en un compendio de publicaciones bilingües vinculadas al mundo de la arquitectura pertenecientes al grupo editorial del mismo nombre.

## Características
Está organizada en varias secciones: noticias, tema de portada, obras y proyectos, arte y cultura, libros y opinión, e innovación. Es un instrumento indispensable para obtener información acerca de los concursos, las convocatorias de cursos, conferencias o exposiciones, y las novedades de productos para la arquitectura y el diseño.
Se publica desde su sede en Madrid. Es una publicación miembro de ARCE (Asociación de Revistas Culturales de España) y de la Asociación de Editores de Madrid. Se distribuye en librerías especializadas de arquitectura de Europa y América Latina. Está disponible también en edición digital.

## Revistas
Las revistas de las que se compone este grupo son AV Monografías, Arquitectura Viva y AV Proyectos. Al frente de ellas se encuentra la figura de Luis Fernández-Galiano, quien dio inicio a la edición de las mismas en el año 1985, cuando arrancó con AV, revista en la que pretendían dejar constancia de aquello que estaba ocurriendo entonces en el panorama arquitectónico. Inicialmente se publicaban cuatro revistas al año.
En el año 1988 vio la luz la revista Arquitectura Viva, hoy estandarte del grupo, y que pretendía mostrar una visión más periodística de la arquitectura. Actualmente cuenta con una periodicidad mensual y está estructurada en varias secciones: noticias, temas de portada, proyectos, arte y cultura, libros, opinión e innovación.
En 2004 apareció la más reciente de las tres, AV Proyectos, centrada tanto en los proyectos más destacados presentados a concursos y en la aparición de nuevos proyectos realizados por arquitectos de renombre.
Arquitectos como Norman Foster han colaborado en la redacción de textos de algunos de los números publicados por Arquitectura Viva.
Actualmente este grupo editorial está vinculado a la Fundación Arquitectura y Sociedad, la Fundación BBVA y el ICO, mediante los que ha editado publicaciones complementarias a sus revistas.
- Edita: Arquitectura Viva, S.L.
- Director Luis Fernández-Galiano
- ISSN 0214-1256[5]
- Periodicidad: Mensual
- Formato: 240 x 300 mm.
- Número de páginas: 130
- Idioma: bilingüe español-inglés